# Van White
Christopher Van White (* 26. Dezember 1984 in San Luis Obispo, San Luis Obispo County, Kalifornien) ist ein US-amerikanischer Schauspieler, Stuntman sowie Stunt Coordinator, Filmproduzent, Filmregisseur und Drehbuchautor.

## Leben
Van White wurde am 26. Dezember 1984 in San Luis Obispo als Sohn eines US-Amerikaners und einer Koreanerin in eine Militärfamilie geboren. Er hat eine ältere und eine jüngere Schwester. 2003 machte er seinen Abschluss an der Abschluss an der Leesville High School. Er erlangte im Frühjahr 2007 seinen Bachelor of Science in Theaterwissenschaften mit den Schwerpunkten Schauspiel und Regie an der Northwestern State University. Er debütierte 2006 als Filmschauspieler unter anderen in den Filmen Road House 2, Im Bann der dunklen Mächte oder Factory Girl. In der Folge konnte er sich durch weitere Filmrollen als Schauspieler etablieren. Seit 2009 tritt er zusätzlich auch als Stuntman und Stunt Coordinator in Erscheinung. So geschehen 2009 im Film Year One – Aller Anfang ist schwer, 2016 in der The-Asylum-Filmproduktionen Villain Squad – Armee der Schurken sowie im Film The Curse of Sleeping Beauty – Dornröschens Fluch und 2018 in der Fernsehserie Leicht wie eine Feder.
2016 wirkte er im Musikvideo zum Lied Door to Door Cannibals der Band Chevelle mit. Im selben Jahr stellte er die Rolle des Sebastian im Film Sinbad and the War of the Furies dar. 2017 verkörperte er im Liebesfilm Baker’s Man die größere Nebenrolle des Charlie Miller. 2018 war er im Musikvideo zum Lied Pimp Wife der Band Benyaro zu sehen und fungierte außerdem als Produzent. Er produzierte außerdem die Musikvideos zum Lied Fantasy der Gruppe Bone Thugs-N-Harmony, zum Lied Teléfono der Sängerinnen Aitana und Lele Pons, zum Lied Runs in Our Blood des Sängers Willie Jones sowie zum Lied I Think I'm Cool vom Sänger Rudy Mancuso.

## Filmografie (Auswahl)

### Schauspiel
- 2006: Road House 2 (Road House 2: Last Call)
- 2006: Ray of Sunshine
- 2006: Im Bann der dunklen Mächte (The Initiation of Sarah, Fernsehfilm)
- 2006: Factory Girl
- 2007: Mr. Brooks – Der Mörder in Dir (Mr. Brooks)
- 2007: Ruffian – Die Wunderstute (Ruffian, Fernsehfilm)
- 2007: Blonde Ambition
- 2008: Lauschangriff – My Mom’s New Boyfriend (My Mom's New Boyfriend)
- 2008: The American Standards
- 2009: For Sale by Owner
- 2009: Glee (Fernsehserie, Episode 1x12)
- 2010: Ghetto Stories
- 2010: Trance
- 2011: Mama I Want to Sing
- 2012: Justified (Fernsehserie, Episode 3x07)
- 2012: Damon (Kurzfilm)
- 2012: The Unknown (Fernsehserie, Episode 1x06)
- 2012: Nuclear Family (Fernsehfilm)
- 2012: Six Pack (Kurzfilm)
- 2013: Open Road
- 2013: Past God
- 2013: Criminal (Kurzfilm)
- 2013: Parole Officers (Fernsehfilm)
- 2014: Confessions of a Womanizer
- 2014: Chasing Denzel (Kurzfilm)
- 2015: Two Lunes
- 2016: Five Grand
- 2016: Confessions of a Hollywood Bartender (Fernsehserie, Episode 1x01)
- 2016: Sinbad and the War of the Furies
- 2016: A Lovely Afternoon (Kurzfilm)
- 2017: Stasis
- 2017: Baker’s Man
- 2017: Valley of Bones
- 2017: Last Rampage – Der Ausbruch des Gary Tison (Last Rampage: The Escape of Gary Tison)
- 2017: Beulah
- 2018: Wally Got Wasted
- 2018: Leicht wie eine Feder (Light as a Feather, Fernsehserie, Episode 1x07)
- 2019: Portraits
- 2022: Bitch Ass

### Stunts
- 2009: Year One – Aller Anfang ist schwer (Year One)
- 2010: Tierisch Cool – Ein Hund in New York (Cool Dog)
- 2013: Man Camp
- 2015: What Now
- 2015: Gilt
- 2015: Ur in Analysis (Fernsehfilm)
- 2015: The Divine Tragedies
- 2016: Five Grand
- 2016: Confessions of a Hollywood Bartender (Fernsehserie, Episode 1x01)
- 2016: Break-Up Nightmare
- 2016: The Perfect Daughter (Fernsehfilm)
- 2016: The Curse of Sleeping Beauty – Dornröschens Fluch (The Curse of Sleeping Beauty)
- 2016: Villain Squad – Armee der Schurken (Sinister Squad)
- 2016: Bus Driver
- 2016: Sinbad and the War of the Furies
- 2017: One of Us
- 2017: Stasis
- 2017: In Vino
- 2017: Der Liebhaber – Eine Gefährliche Affäre (A Lover Betrayed, Fernsehfilm)
- 2017: Valley of Bones
- 2017: Loveletters – Eine zweite Chance für die Liebe (No Postage Necessary)
- 2017: Marco
- 2018: Leicht wie eine Feder (Light as a Feather, Fernsehserie)
- 2018: Bad Tutor (Fernsehfilm)
- 2018: Model Home
- 2019: Portraits
- 2019: Trauma Therapy
- 2019: Are You A Warrior? (Miniserie)
- 2019: Tempo (Fernsehserie, Episode 1x04)
- 2019: Airport Security Squad (Miniserie, 5 Episoden)
- 2021: Project Pay Day
- 2022: Lisen (Kurzfilm)
- 2022: Bumblebees (Kurzfilm)

### Produktion
- 2012: Six Pack (Kurzfilm)
- 2013: Sunday
- 2013: Criminal (Kurzfilm)
- 2014: Brutal
- 2014: Star Seed (Fernsehserie)
- 2014: Chasing Denzel (Kurzfilm)
- 2016: The Other Wife (Fernsehfilm)
- 2016: Villain Squad – Armee der Schurken (Sinister Squad)
- 2016: A Lovely Afternoon (Kurzfilm)
- 2017: Stasis
- 2017: Baker’s Man
- 2017: Der Liebhaber – Eine Gefährliche Affäre (A Lover Betrayed, Fernsehfilm)
- 2017: Last Rampage – Der Ausbruch des Gary Tison (Last Rampage: The Escape of Gary Tison)
- 2017: Beulah (Kurzfilm)
- 2019: Stories from Our Future (Fernsehserie, 3 Episoden)
- 2019: Trauma Therapy
- 2019: Look What You Made Me Do (Kurzfilm)
- 2019: The Three Bears and the Perfect Gift
- 2019: Abracadabra (Miniserie)
- 2020: Tribes (Kurzfilm)
- 2020: Women Behind Bars (Fernsehfilm)
- 2020: Elusive (Kurzfilm)
- 2021: Project Pay Day
- 2022: Bitch Ass
- 2022: Red Line (Kurzfilm)

### Regie
- 2012: Six Pack (Kurzfilm; auch Drehbuch)
- 2014: Star Seed (Fernsehserie; auch Drehbuch)
- 2017: Baker’s Man
- 2019–2020: Abracadabra (Miniserie, 8 Episoden)